# Escut de Bogotà

Escut del Nou Regne de Granada seguint les especificacions del blasonament

L'escut d'armes del Districte Capital de Bogotà (Colòmbia) va ser atorgat per Carles I d'Espanya per al Nou Regne de Granada segons Reial Cèdula donada a Valladolid, Espanya, el 3 de desembre de 1548:
| «              | [...]i per la present fem mercè i volem i manem que ara i aquí d'ara endavant l'esmentada província del dit Nou Regne de Granada i la ciutat i les viles d'ella tinguin com a armes un escut on enmig hi hagi una àguila negra rampant sencera coronada d'or que a cada mà tingui una magrana vermella en camp d'or i per orla uns rams amb magranes d'or en camp blau, segons va pintat i figurat. | » |
| — Reial Cèdula | |   |

L'escut va ser inicialment atorgat al territori del Nou Regne de Granada, acabat de constituir al continent americà, i era extensible tant al regne com a les seves localitats. Per referència al Regne de Granada, conquerit pels avis del rei Isabel I de Castella i Ferran II d'Aragó, aquest escut incorpora la magrana com a moble heràldic. El principal motiu del blasonament, una àguila coronada de sable sobre camper d'or, representa un símbol imperial, que en aquest cas apareix en un sol cos i cap (en altres escuts de l'època apareix una àguila bicèfala) i sosté dues magranes de gules, i és una representació del Sacre Imperi Romanogermànic del qual Carles I va ser titular (com a Carles V). El blasonament acaba assenyalant una bordura d'atzur, element habitual en l'heràldica carolina d'Amèrica, on s'inscriuen nou magranes d'or. Algunes fonts sostenen que el les nou magranes representen els nou territoris en què llavors es dividia el Nou Regne de Granada.
Mitjançant l'Acord núm. 31 de 1932, l'escut de Bogotà va ser oficialitzat i adoptat com a símbol de la ciutat.